# Isabelle Eberhardt
Isabelle Wilhelmine Marie Eberhardt (ur. 17 lutego 1877 w Genewie, zm. 21 października 1904 w Aïn Séfra) – szwajcarska podróżniczka i pisarka rosyjskiego pochodzenia.

## Życiorys
Jako nastolatka wykazywała duże zainteresowanie kulturą Maghrebu, w konsekwencji czego na zaproszenie fotografa Louisa Davida przeprowadziła się do Algierii w maju 1897 roku. Przeszła na islam i przebrana za mężczyznę podróżowała po regionie jako Si Mahmoud Saadi.
W 1901 roku, w wyniku francuskich oskarżeń o szpiegostwo, administracja nakazała jej opuszczenie Algierii, ale pozwolono jej powrócić już w następnym roku po ślubie ze swoim partnerem, algierskim żołnierzem Slimane Ehnni. Po powrocie Eberhardt pisała dla gazety Victora Barrucanda i pracowała dla generała Huberta Lyauteya, który doceniał jej talent artystyczny i styl życia.
Zginęła w wieku 27 lat podczas powodzi w Aïn Séfra w 1904 roku.

## Dziedzictwo
W 1906 r. Barrucand zaczął publikować jej pozostałe rękopisy, które spotkały się z uznaniem krytyków. Pośmiertnie postrzegana jako orędowniczka dekolonizacji, a ulice nazwano jej imieniem w Baszszar i Algierze
Życie Eberhardt było przedmiotem wielu prac, w tym filmu Isabelle Eberhardt z 1991 roku i opery Song of the Uproar: The Lives and Deaths of Isabelle Eberhardt z 2012 roku.